# The Altar and the Door
| Críticas profissionais | Críticas profissionais |
| Avaliações da crítica  | Avaliações da crítica  |
| Fonte                  | Avaliação              |
| ---------------------- | ---------------------- |
| allmusic               | link                   |
| Jesus Freak Hideout    | link                   |

The Altar and the Door é o terceiro álbum de estúdio da banda Casting Crowns, lançado em 28 de agosto de 2007.
O álbum venceu um Dove Awards na categoria "Pop/Contemporary Album of the Year".

## Faixas
1. "What This World Needs" — 4:42
2. "Every Man" — 4:47
3. "Slow Fade" — 4:39
4. "East to West" — 4:27
5. "The Word Is Alive" — 5:20
6. "The Altar and the Door" — 4:42
7. "Somewhere in the Middle" — 5:06
8. "I Know You're There" — 3:49
9. "Prayer for a Friend" — 2:51
10. "All Because of Jesus" — 4:58

## Desempenho nas paradas musicais
| Parada musical (2007)                 | Posição |
| ------------------------------------- | ------- |
| Estados Unidos - Billboard 200        | 2       |
| Estados Unidos - Top Christian Albums | 1       |
| Estados Unidos - Top Internet Albums  | 2       |